# Радикевич Олександр
Олександр Радикевич (1828 — 24 жовтня 1893, Шоломия) — руський (український) священник УГКЦ, громадсько-політичний діяч.

## Життєпис
Висвячений на одруженого священника 1852 р. Після висвячення був адміністратором (1852—1855) і капеланом (1855—1858) на парафії в селі Старий Милятин Буського деканату. З 1858 року — упродовж двадцяти років був парохом у селі Добряни Стрийського деканату, а в 1874—1878 роках виконував обов'язки декана Стрийського деканату. У 1878—1881 роках — парох у Ланчині Надвірнянського деканату.
Від 1881 року — парох села Шоломия (нині в Пустомитівському районі Львівської області, Україна), бібрецький декан УГКЦ (1882—1893). Член Головної Руської Ради. Посол Галицького сейму 4-го скликання (обраний від IV курії округу Стрий — Сколе, входив до складу «Руського клубу»